# Nastro perforato

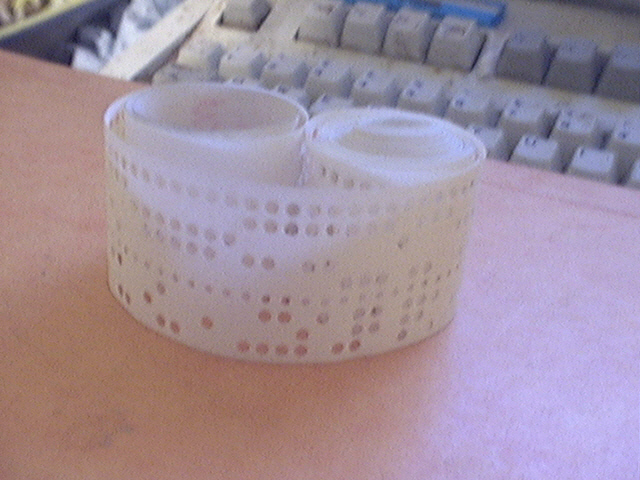
Un rotolo di nastro perforato.

Il nastro perforato è un sottile nastro di carta (raramente di altri materiali) flessibile utilizzato per memorizzare informazioni sotto forma di perforazioni (fori) praticate longitudinalmente in posizioni predeterminate (piste) ad intervalli regolari.
Rappresenta un'evoluzione del sistema a schede perforate dei telai Jaquard, le quali dovevano essere preparate singolarmente e poi agganciate le une alle altre nella sequenza corretta.

## Applicazione
Il nastro perforato ha trovato applicazione in macchine nelle quali era necessario comandare l'attivazione degli attuatori in modo sincronizzato con il tempo mediante la lettura sequenziale delle file di fori.
L'applicazione più nota è stata nella telescrivente con la codifica a 5 bit (corrispondenti a 5 piste) del Codice Baudot. In questo caso il nastro, della larghezza di circa 1,75 cm (11/16 di pollice), è dotato di un sesto foro di dimensioni inferiori posto tra la seconda e la terza pista utilizzato dal meccanismo di trascinamento.
La densità tipica era di 10 righe per pollice e la velocità di lettura/scrittura doveva necessariamente essere sincrona con la velocità di trasmissione (da 75 a 110 Baud).
Un'altra applicazione degna di rilievo è stata agli albori della storia dell'informatica quale dispositivo di memorizzazione di programmi. Nastri di 1 pollice di larghezza (2,54 cm) con 8 piste (più il foro guida tra la terza e la quarta pista) permettevano la codifica ASCII a 8 bit con una densità approssimativa di 10 righe per pollice.
La velocità di lettura tipica era di 10 rps (Row Per Second, righe per secondo), 300 rps in sistemi più sofisticati e poteva arrivare a 2.000 rps nei sistemi più veloci, a lettura ottica.
Nonostante la apparente fragilità, il nastro perforato consentiva agevoli riparazioni o modifiche poiché il codice di fori poteva essere decodificato anche "a vista".
In virtù della sua natura meccanica, è divenuto inadeguato con il crescere delle velocità di trasmissione richieste ed è stato soppiantato da dispositivi più moderni, quali ad esempio i nastri magnetici.

## Curiosità
- Nastri perforati della larghezza di circa 30 cm sono stati usati nelle pianole a rulli sino alla fine degli anni trenta per memorizzare brani musicali.
- I nastri perforati sono anche stati impiegati dagli anni sessanta agli anni ottanta nei primi carillon elettrici per campane per l'esecuzione di motivi per mezzo degli "elettro-martelli". Sono stati soppiantati da sistemi a nastro magnetico e successivamente a stato solido.
- Nel Codice Baudot la fila completa di 5 fori indica il passaggio alla modalità "lettera" (LTRS o "bianco lettera") ed equivale, nella telescrivente, a nessun carattere stampato e nessun avanzamento del carrello: per eseguire correzioni o annullare blocchi di testo (ad esempio per correggere errori di digitazione) era sufficiente reinserire il nastro nella posizione voluta e premere il tasto LTRS per riperforarlo.
- Il primo interprete BASIC scritto da Paul Allen e Bill Gates per il minicomputer Altair 8800 venne consegnato da Allen su nastro perforato. Durante il viaggio Allen scrisse il loader, consistente in una routine di 46 byte.